# Radical 1
Radical 1 (U+2F00)
Le radical 1 (⼀ Unicode U+2F00, pinyin : yī), composé d'un trait horizontal, est un des deux cent quatorze radicaux chinois répertoriés dans le dictionnaire de Kangxi, et l'un des six à n'être constitué que d'un trait. Il évoque l'idée d'unité. Utilisé seul, il est l'équivalent du numéral ou de l'indéfini français « un ».
Le trait horizontal constitue un des huit traits fondamentaux de la calligraphie chinoise et apparaît donc dans de très nombreux sinogrammes. Cependant, du fait de sa faible valeur sémantique précise, il n'est considéré comme le radical que dans un nombre restreint d'entre eux : le dictionnaire de Kangxi, qui comporte plus de quarante mille caractères différents, n'en classe que quarante-deux sous ce radical. 
Le trait horizontal 一 est également utilisé en japonais (voir 一 (japonais)) et en coréen. En zhuyin, un système de transcription phonétique du mandarin utilisé à Taiwan, 一 symbolise le son [i]. 

## Caractères avec le radical 1
| nombre de traits          | caractères (exemples de signification)                                                                    |
| ------------------------- | --- |
| Sans trait supplémentaire | 一 (nombre 1)                                                                                             |
| 1 trait supplémentaire    | 丁 (钉 clou) 丂 (号 pleurer) 七 (nombre 7) 丄 (voir 上) 丅 (voir 下) 丆                                   |
| 2 traits supplémentaires  | 万 (nombre 10 000) 丈 (10 pieds) 三 (nombre 3) 上 (au-dessus) 下 (en dessous) 丌 与 (donner)              |
| 3 traits supplémentaires  | 不 (ne pas) 丏 (caché) 丐 (mendiant) 丑 / 丒 (cloune) 专 (particulier)                                    |
| 4 traits supplémentaires  | 且 (et) 丕 (grand) 世 (génération) 丘 (colline) 丙 (3e) 业 (occupation) 丛 (collection) 东 (Est) 丝 (fil) |
| 5 traits supplémentaires  | 丞 (député) 丟 (laisser de côté) 丠 (variante de 丘) 両                                                   |
| 6 traits supplémentaires  | 丣 (variante de 酉) 两 (quelques) 严 (séré)                                                               |
| 7 traits supplémentaires  | 並 (并 aussi) 丧 (mourir)                                                                                 |